# Lioligus nitida
Lioligus nitida là một loài bọ cánh cứng trong họ Byrrhidae. Loài này được Motschulsky miêu tả khoa học năm 1845.